# Amerikaprogramm
Als Amerikaprogramm wurde ein Rüstungsprogramm für die deutschen Luftstreitkräfte im Ersten Weltkrieg bezeichnet, das im Juni 1917 begann. Es diente der Steigerung der deutschen Luftkampffähigkeit und sollte die Luftüberlegenheit der Entente beenden.
Als die USA am 4. April 1917 in den Krieg gegen Deutschland eintraten, war die Rüstungsplanung bis zum Ende September 1917 bereits abgeschlossen und veranlasst. Obwohl die Vereinigten Staaten bekanntermaßen zu diesem Zeitpunkt lediglich über 55 Militärflugzeuge verfügten und die Luftfahrtindustrie unbedeutend war, schätzte die deutsche Militärführung die Leistungsfähigkeit, den Leistungswillen und die Entschlossenheit der politischen Führung der US-amerikanischen Industrie hoch ein.
Mit dem Amerikaprogramm sollte ein Gegengewicht zu den US-amerikanischen Fliegern entwickelt werden. Es sah die Steigerung der deutschen Flugzeugproduktion sowie eine Steigerung der Pilotenausbildung vor. Zu dieser Zeit besaß das Deutsche Reich vierzig Jagdstaffeln. Eine Jagdstaffel bestand aus acht bis neun Jagdflugzeugen. In dem Amerika-Programm wurde eine Verdopplung der Jagdstaffeln angestrebt. Trotz dieser Produktionsoffensive erreichten viele Jagdstaffeln niemals ihre volle Stärke. Weiterhin gelang es auch nicht, die Lufthoheit der Entente zu brechen. Dies lag daran, dass die Jäger vom Typ Albatros D V und Pfalz D.III den Maschinen der Entente technisch unterlegen waren.

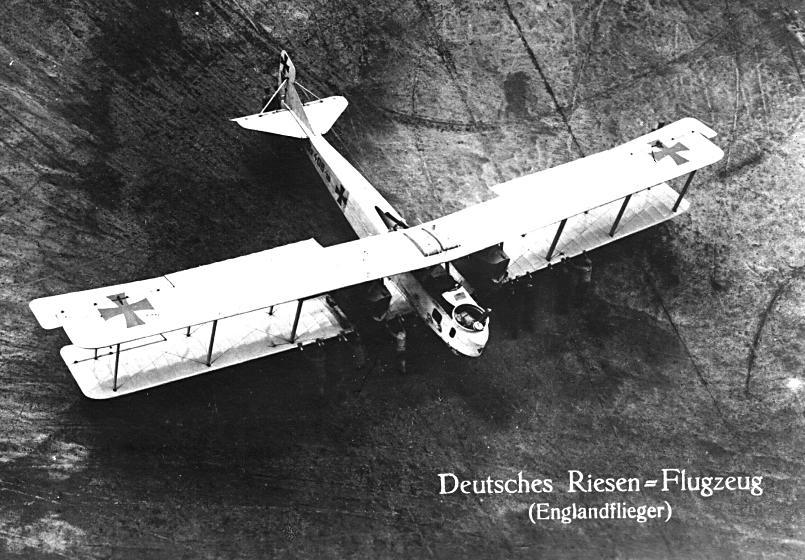
Ein Bomber der deutschen Fliegertruppe

Die Oberste Heeresleitung stimmte Anfang Juni 1917 den Forderungen einer Denkschrift von Ernst von Hoeppner, dem Kommandierenden General der Luftstreitkräfte (Kogenluft), zu, die folgendes Programm vorsah:
1. Neuaufstellung von 40 Jagdstaffeln (JaSta Nr. 41–80) und Stab des Jagdgeschwaders 1
2. Neuaufstellung der Fliegerabteilungen (A) 184–200 (Fliegerabteilungen der Armeen)
3. Vergrößerung der 13 Fliegerschulen und der beiden Artilleriefliegerschulen
4. Schaffung einer zweiten Jagdstaffelschule
5. Neuaufstellung einer Ersatzabteilung (zur Ausbildung von Personalersatz)
6. Versetzung von 28.643 Mann in die Fliegertruppe
7. Erhöhung der monatlichen Produktion auf 2000 Flugzeuge und 2500 Flugzeugmotoren ab dem 1. März 1918
8. Zuweisung von 1500 Maschinengewehren je Monat an die Fliegertruppe ab dem 1. Oktober 1917
9. Deckung des Monatsbedarfs von 12.000 Tonnen Benzin und 1200 Tonnen Öl ab dem 1. Januar 1918
10. Erhöhung der Arbeiterzahlen in der Flugzeug- und Motorenindustrie um 7000 Mann.
11. Neubildung der Jagdstaffel 81 aus Einheiten der Ostfront
12. Aufstellung von fünf Stäben für Jagdgruppenführer
13. Aufstellung des Kommandos der Riesenflugzeug-Abteilungen
14. Verlegung der Fliegerabteilung 305 in die Türkei
15. Aufstellung der Stäbe der Bombengeschwader Nr. 5, 6 und 7
16. Aufstellung einer „Fliegerübungsabteilung Sedan“ zur Belehrung der Generalstabskurse

Die Punkte 11 bis 16 wurden erst später, während das Amerikaprogramm bereits lief, in das Programm aufgenommen.
Die Anzahl der neu aufzustellenden Fliegerabteilungen (A) wurde später von 17 auf 6 reduziert. Dafür sollten sie jedoch statt bislang jeweils sechs nun neun Flugzeuge erhalten und weitere 28 Fliegerabteilungen (A) ebenfalls auf je neun Flugzeuge gebracht werden.
Im Zusammenhang mit dem Amerikaprogramm wurden auch Richtlinien für die Weiterentwicklung der Flugzeuge entwickelt.
Trotz der materiellen Einschränkungen, denen das Deutsche Reich zu dieser Zeit unterlag, wurde das Amerikaprogramm umgesetzt.